# Stefaan Tanghe
Stefaan Tanghe (ur. 15 stycznia 1972 w Kortrijk) – belgijski piłkarz grający na pozycji prawego pomocnika. Był reprezentantem Belgii.

## Kariera klubowa
Swoją karierę piłkarską Tanghe rozpoczął w klubie KV Kortrijk, w którym w sezonie 1992/1993 zadebiutował w drugiej lidze belgijskiej. W Kortrijk grał do 1997 i wtedy też przeszedł do pierwszoligowego Excelsioru Mouscron. Swój debiut w Excelsiorze zaliczył 13 września 1997 w przegranym 0:1 domowym meczu z Germinalem Ekeren. W Excelsiorze grał przez trzy sezony.
Latem 2000 roku Tanghe przeszedł do holenderskiego FC Utrecht. W Eredivisie zadebiutował 20 sierpnia 2000 w zwycięskim 2:0 domowym meczu z sc Heerenveen. W sezonach 2002/2003 i 2003/2004 zdobył z Utrechtem dwa Puchary Holandii, a w latem 2004 zdobył też Superpuchar Holandii. Zawodnikiem Utrechtu był do końca 2005 roku.
Na początku 2006 Tanghe został zawodnikiem Heraclesa Almelo. Swój debiut w nim zaliczył 11 stycznia 2006 w wygranym 2:1 wyjazdowym meczu z Willemem II Tilburg. W Heraclesie grał do końca sezonu 2006/2007.
W 2007 roku Tanghe wrócił do Belgii i został piłkarzem KSV Roeselare. Swój debiut w tym klubie zanotował 4 sierpnia 2007 w zremisowanym 1:1 wyjazdowym meczu z Royalem Charleroi. W Roeselare grał do 2010 roku. W latach 2010–2012 grał w czwartoligowym Blue Star Poperinge, w którym zakończył karierę.
| Sezon   | Klub                | Kraj     | Rozgrywki     | Mecze | Gole |
| ------- | ------------------- | -------- | ------------- | ----- | ---- |
| 1992/93 | KV Kortrijk         | Belgia   | Tweede klasse | 5     | 0    |
| 1993/94 | KV Kortrijk         | Belgia   | Tweede klasse | 10    | 0    |
| 1994/95 | KV Kortrijk         | Belgia   | Tweede klasse | 33    | 2    |
| 1995/96 | KV Kortrijk         | Belgia   | Tweede klasse | 32    | 7    |
| 1996/97 | KV Kortrijk         | Belgia   | Tweede klasse | 32    | 8    |
| 1997/98 | Excelsior Mouscron  | Belgia   | Eerste klasse | 18    | 4    |
| 1998/99 | Excelsior Mouscron  | Belgia   | Eerste klasse | 32    | 12   |
| 1999/00 | Excelsior Mouscron  | Belgia   | Eerste klasse | 30    | 11   |
| 2000/01 | FC Utrecht          | Holandia | Eredivisie    | 24    | 6    |
| 2001/02 | FC Utrecht          | Holandia | Eredivisie    | 33    | 11   |
| 2002/03 | FC Utrecht          | Holandia | Eredivisie    | 32    | 7    |
| 2003/04 | FC Utrecht          | Holandia | Eredivisie    | 30    | 9    |
| 2004/05 | FC Utrecht          | Holandia | Eredivisie    | 30    | 6    |
| 2005/06 | FC Utrecht          | Holandia | Eredivisie    | 11    | 1    |
| 2005/06 | Heracles Almelo     | Holandia | Eredivisie    | 14    | 4    |
| 2006/07 | Heracles Almelo     | Holandia | Eredivisie    | 30    | 3    |
| 2007/08 | KSV Roeselare       | Belgia   | Eerste klasse | 31    | 5    |
| 2008/09 | KSV Roeselare       | Belgia   | Eerste klasse | 24    | 0    |
| 2009/10 | KSV Roeselare       | Belgia   | Eerste klasse | 14    | 0    |
| 2010/11 | Blue Star Poperinge | Belgia   | IV liga       | ?     | 4    |
| 2011/12 | Blue Star Poperinge | Belgia   | IV liga       | 5     | 0    |

## Kariera reprezentacyjna
W reprezentacji Belgii Tanghe zadebiutował 9 lutego 1999 w przegranym 0:1 towarzyskim meczu z Czechami, rozegranym w Brukseli. Od 1999 do 2002 rozegrał w kadrze narodowej rozegrał 9 meczów i strzelił 2 gole.